# Koppelojärvi (sjö i Finland, Norra Österbotten)
Koppelojärvi är en sjö i Finland. Den ligger i kommunen Kuusamo i landskapet Norra Österbotten, i den nordöstra delen av landet, 700 km norr om huvudstaden Helsingfors. Koppelojärvi ligger 271 meter över havet. Arean är 47,4 hektar och strandlinjen är 5,88 kilometer lång. Sjön  ingår i Kems huvudavrinningsområde. 